# فرديناند مارشال
فرديناند مارشال (بالألمانية: Ferdinand Marschall)‏ هو حكم كرة قدم نمساوي، ولد في 19 فبراير 1924 في تيميشوارا في رومانيا، وتوفي في 14 نوفمبر 2006 في Waldzell ‏ في النمسا.

## روابط خارجية
- فرديناند مارشال على موقع Soccerway.com (الإنجليزية)